# Psychology as the behaviorist views it

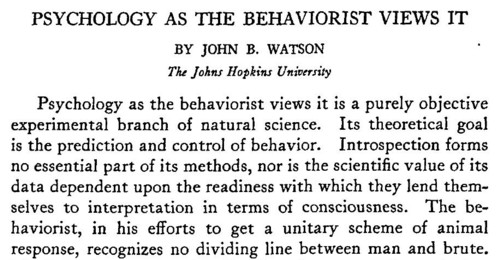
Aanvang van het originele artikel

Psychology as the behaviorist views it is een artikel van de Amerikaanse psycholoog John Broadus Watson en werd in 1913 gepubliceerd in het wetenschappelijke tijdschrift Psychological Review. Het artikel wordt ook kortweg het "behavioristisch manifest" genoemd en wordt dikwijls beschouwd als het begin van het behaviorisme. In het artikel beschrijft Watson wat volgens hem psychologie wel en niet moet zijn.
De bekendste uitspraken in het artikel:

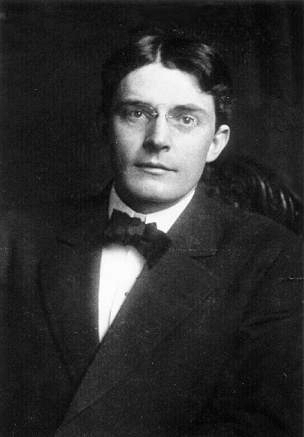
John Watson

Psychology as the behaviorist views it is a purely objective experimental branch of natural science. Its theoretical goal is the prediction and control of behavior. ... My goal is not 'the description and explanation of states of consciousness as such'.

## Achtergrond van het artikel
John Watson was assistent-professor in de experimentele en vergelijkende psychologie aan de Johns Hopkins-universiteit in Baltimore (Maryland) en had reeds enige bekendheid verworven met dieronderzoek. In 1913 gaf hij op uitnodiging van James McKeen Cattell een reeks van acht lezingen aan de Columbia-universiteit. Deze lezingen werden in 1914 in boekvorm uitgegeven als Behavior: An introduction to comparative psychology. Psychology as the behaviorist views it was de eerste lezing en verscheen reeds in 1913 als een afzonderlijke publicatie (en in 1914 als eerste hoofdstuk in het boek). Een aantal van de ideeën die in het manifest aan bod kwamen, werden reeds vroeger door Watson aangehaald.

## Inhoud
Volgens Watson moet psychologie een natuurwetenschap zijn, gebaseerd op empirisch onderzoek en niet op introspectie. Psychologie moet zich richten op de studie van gedrag in plaats van op de studie van het bewustzijn. Mentalisme wordt verworpen. Psychologie gaat op zoek naar hoe organismen zich aanpassen aan omgevingsveranderingen en kan ook ingezet worden om reële maatschappelijke problemen aan te pakken. Het doel is het voorspellen en controleren van gedrag.
In het artikel zette Watson zich uitdrukkelijk af tegen de introspectieve psychologie zoals het structuralisme van Edward B. Titchener, maar ook tegen het functionalisme van zijn leermeester James Rowland Angell.
Verder wijst Watson op de continuïteit tussen mens en dier, maar geeft hij tegelijk de voor hem essentiële verschillen tussen mens en dier aan. Dieren zouden de lichamelijke structuren missen die nodig zijn voor taal. Mensen vormen taalgewoonten en deze zijn dominant. Psychologie is voor Watson de wetenschap van de aanpassing van organismen aan hun omgeving en gewoontevorming (habit) staat daarbij centraal. Gewoonten worden omschreven in termen van stimuli en responsen. In het manifest verklaarde Watson niet alle gedrag door de omgevingsinvloed, maar voorzag hij ook een rol voor erfelijke instincten bij mensen.

## Eerste reacties
Aanvankelijk lokte het artikel weinig reacties uit. Er volgden twee positieve reviews - een van Titchener en een van Edward Thorndike - en een meer gereserveerde review van Mary Whiton Calkins. Deze laatste vond het volledig verwerpen van het bewustzijn en de introspectie te ver gaan.
Het manifest werd ook de daaropvolgende jaren weinig vermeld in de literatuur. Watson zelf beschouwde het evenmin als een mijlpaal en vermeldde het niet eens in zijn autobiografie.

## Belang van het artikel
De kritieken die Watson in het manifest beschreef waren niet nieuw: het introspectionisme lag reeds onder vuur en in de psychologie was er een toenemende aandacht voor gedrag. Watson bundelde een aantal tendensen en gaf de stroming een naam. Het artikel is het eerste document waarin de term "behaviorist" voorkomt; de term "behaviorisme" volgde later dat jaar in een ander artikel van hem.
In 1929 werd het artikel het basisartikel van het behaviorisme genoemd en in 1943 werd het vermeld als de belangrijkste publicatie in de eerste 50 jaargangen van de Psychological Review.
Ook in de 21e eeuw roept het artikel nog veel discussie op. Er blijven voor- en tegenstanders, ook binnen het behaviorisme. De meeste auteurs zijn het er wel over eens dat het een zeer belangrijk artikel was. In 2013, honderd jaar na de publicatie ervan, kreeg het artikel een themanummer in het tijdschrift Revista Mexicana de Analisis de la Conducta (Mexican Journal of Behavior Analysis), met Engelstalige bijdragen van internationaal belangrijke behavioristen.